# Клины (посёлок, Кольчугинский район)
Клины — посёлок в Кольчугинском районе Владимирской области России, входит в состав Бавленского сельского поселения.

## География
Посёлок расположен в 8 км на северо-запад от центра поселения посёлка Бавлены и в 20 км на северо-восток от райцентра города Кольчугино, в 2 км от села Клины.

## История
После Великой Отечественной войны посёлок входил в состав Большекузьминского сельсовета Кольчугинского района, с 2005 года — в составе Бавленского сельского поселения.

## Население
| 2010 | 2013 | 2021 |
| ---- | ---- | ---- |
| 36   | ↗41  | ↘10  |